# HD 37756
HD 37756 är en dubbelstjärna i den mellersta delen av stjärnbilden Orion belägen mindre än en grad norr om den ljusa stjärna Alnitak.  Den har en kombinerad skenbar magnitud av ca 4,95 och är svagt synlig för blotta ögat där ljusföroreningar ej förekommer. Baserat på parallaxmätning inom Hipparcosuppdraget på ca 2,0 mas, beräknas den befinna sig på ett avstånd på ca 900 ljusår (ca 280 parsek) från solen. Den rör sig bort från solen med en heliocentrisk radialhastighet på ca 26 km/s. Stjärnan ingår i undergruppen OB1b i Orion OB1-föreningen.
Primärstjärnan HD 37756 A är en blå till vit stjärna i huvudserien av spektralklass B3 V. 
Den har en massa som är ca 8,6 solmassor, en radie som är ca 3,4 solradier och har ca 4 830 gånger solens utstrålning av energi från dess fotosfär vid en effektiv temperatur av ca 21 200 K.
Karaktären av dubbelstjärna hos HD 37756 identifierades av E. B. Frost 1904. Den är en dubbelsidig spektroskopisk dubbelstjärna med en omloppsperiod av 27,15 dygn och en hög excentricitet på 0,74. Dess spektrum anger en tung stjärna av spektraltyp B, men följeslagaren är tillräckligt ljus för att störa mätningar av primärstjärnans spektrum. Den är en misstänkt Cepheidvariabel med en period av 0,37968 dygn och en amplitud på 0,03 magnitud i B-bandet i det UBV-fotometriska systemet. Stjärnan är en tänkbar förmörkelsevariabel med en minsta dipp på 0,04 i visuell magnitud under varje omloppsperiod.